# Jeremy Bentham
Jeremy Bentham (Londres, 4 de febrerojul./ 15 de febrero de 1748greg.-Londres, 6 de junio de 1832), también conocido como Jeremías Bentham, fue un filósofo, jurista, economista, escritor y reformador social inglés considerado como el padre del utilitarismo moderno (que también recibió el nombre de «radicalismo filosófico»).
Bentham definió como el «axioma fundamental» de su filosofía el principio de que «la máxima felicidad del mayor número (...) es la medida de lo bueno y lo malo». Se convirtió en un destacado teórico de la filosofía del derecho angloamericano y en un político radical cuyas ideas influyeron en el desarrollo del asistencialismo. Abogó por las libertades individuales y económicas, la separación de la Iglesia y el Estado, la libertad de expresión, la igualdad de derechos para las mujeres, el derecho al divorcio y (en un ensayo inédito) la despenalización de los actos homosexuales. Pidió la abolición de la esclavitud, la pena de muerte y el castigo físico, incluido el de los niños. También se ha hecho conocido como uno de los primeros defensores de los derechos de los animales. Aunque estaba firmemente a favor de la extensión de los derechos legales individuales, se opuso a la idea de la ley natural y los derechos naturales (los cuales se consideran «divinos» o «dados por Dios» en origen), llamándolos «tonterías sobre zancos». Bentham también fue un crítico agudo de las ficciones legales.
Los estudiantes de Bentham incluyeron a su secretario y colaborador James Mill, Padre de John Stuart Mill, el filósofo legal John Austin, el escritor y activista estadounidense John Neal, así como Robert Owen, uno de los fundadores del socialismo utópico. Él «tuvo una influencia considerable en la reforma de las cárceles, escuelas, leyes de pobreza, tribunales de justicia y el propio Parlamento».
A su muerte en 1832, Bentham dejó instrucciones para que su cuerpo fuera primero disecado y luego preservado permanentemente como un «auto-ícono» (o autoimagen), que sería su memorial. Esto se hizo, y el ícono automático ahora está en exhibición pública en la entrada del Centro de Estudiantes en el University College de Londres (UCL). Debido a sus argumentos a favor de la disponibilidad general de educación, se le ha descrito como el «fundador espiritual» de la UCL. Sin embargo, solo jugó un papel directo limitado en su fundación.

## Biografía
Jeremy Bentham nació en Londres, Gran Bretaña, en el seno de una familia de juristas. Fue reconocido como niño prodigio por su padre al encontrarlo en su escritorio leyendo varios volúmenes de la Historia de Inglaterra. A los tres años leía tratados, tocaba el violín a los cinco, estudiaba latín y francés. Hijo de una familia acomodada, estudió primero en Westminster School y a los doce años ingresó en la Universidad de Oxford, donde estudió Derecho, y empezó a ejercer como abogado a los diecinueve años. Pero enseguida se mostró crítico con la educación de su época y con la práctica jurídica, dedicándose por completo a tareas intelectuales. Dotado de una fuerte personalidad, a lo largo de su vida escribió largos manuscritos donde proponía ambiciosas ideas de reformas sociales.
Desde 1814 convirtió su casa en centro de intercambio intelectual y foco de un activo movimiento utilitarista. Entre sus amigos y seguidores más cercanos se encontraba James Mill, el cual quiso hacer de su hijo, John Stuart Mill, el heredero de Bentham al frente del movimiento. Ambos fueron editores de importantes obras de Bentham, quien tenía la costumbre de escribir mucho pero dejando la mayor parte de los textos inacabados para que los completaran sus editores.

### Primeros años

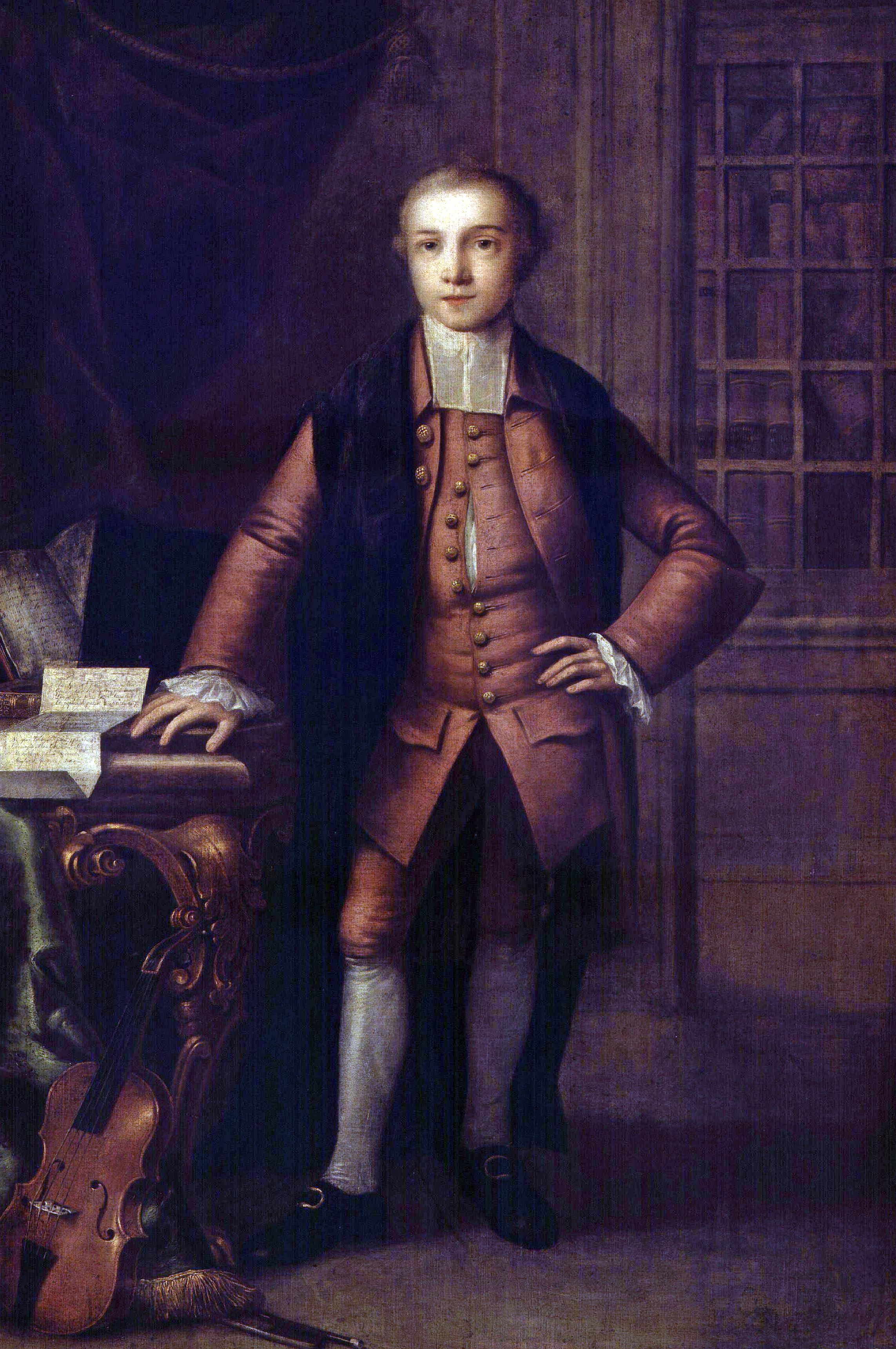
Retrato de Bentham por Thomas Frye, 1760–1762.

Bentham nació el 15 de febrero de 1748 en Houndsditch, Londres, en el seno de una familia acomodada que apoyaba al partido Tory. Según los informes, era un niño prodigio: lo encontraron cuando era un niño pequeño sentado en el escritorio de su padre leyendo una historia de Inglaterra en varios volúmenes, y comenzó a estudiar latín a la edad de tres años. Aprendió a tocar el violín y, a la edad de siete años, Bentham interpretaba sonatas de Handel durante las cenas. Tenía un hermano sobreviviente, Samuel Bentham (1757-1831), con quien fue cercano.
Asistió a la Westminster School; en 1760, a los 12 años, su padre lo envió a The Queen's College, Oxford, donde completó su licenciatura en 1763 y su maestría en 1766. Se formó como abogado y, aunque nunca ejerció, fue llamado a la barra. en 1769. Se sintió profundamente frustrado con la complejidad de la ley inglesa, a la que denominó el "Demonio de Chicane". Cuando las colonias americanas publicaron su Declaración de Independencia en julio de 1776, el gobierno británico no emitió ninguna respuesta oficial, sino que encargó en secreto al abogado y panfletista londinense John Lind que publicara una refutación. Su tratado de 130 páginas se distribuyó en las colonias y contenía un ensayo titulado "Revisión breve de la Declaración" escrito por Bentham, un amigo de Lind, que atacaba y se burlaba de la filosofía política de los estadounidenses. 

### Proyecto de prisión y el Panóptico

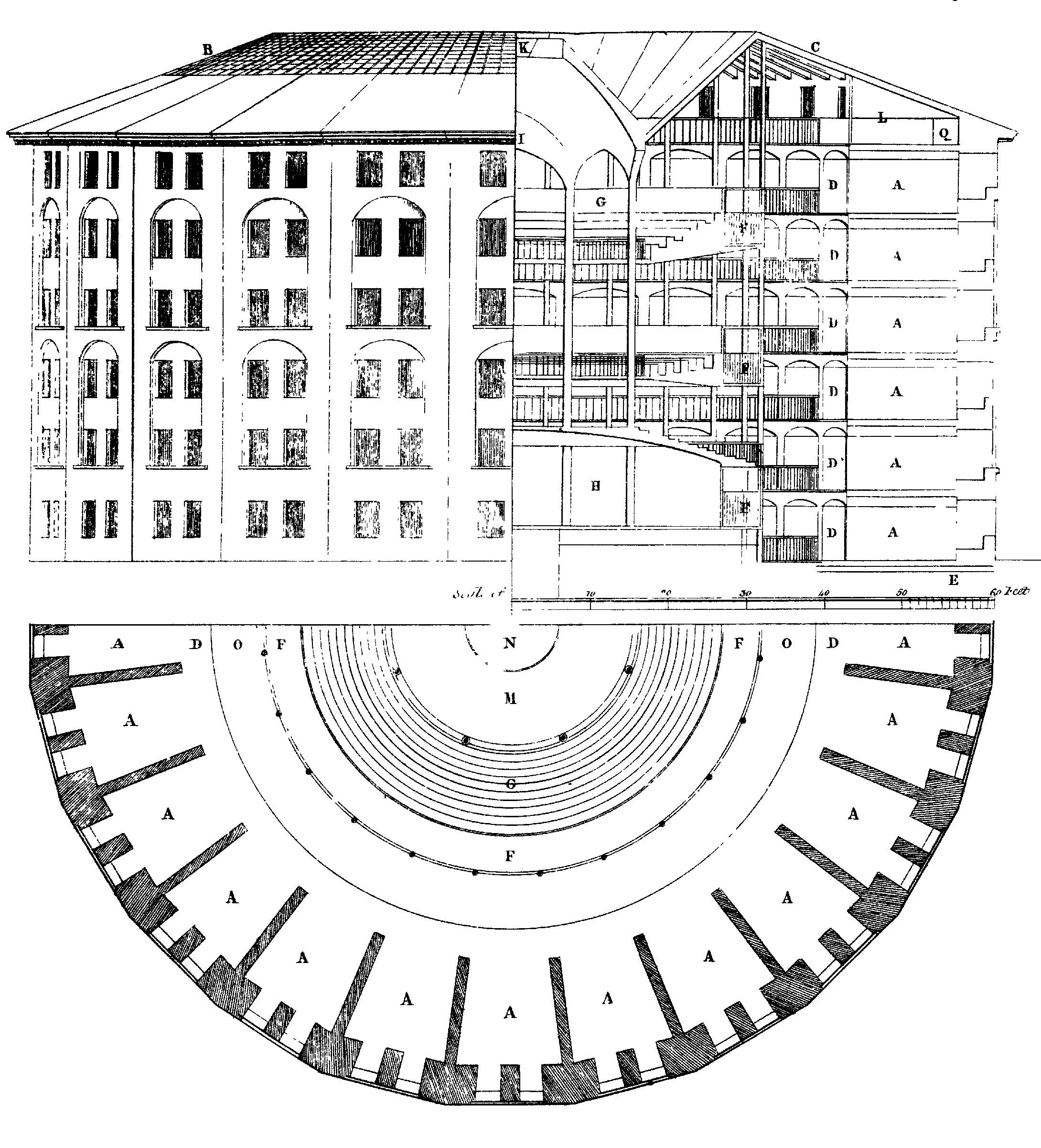
Planta, alzado y sección del Panopticon de Jeremy Bentham, dibujado por Willey Reveley en 1791.

En 1786 y 1787, Bentham viajó a Krýchov en la Rusia Blanca (la actual Bielorrusia) para visitar a su hermano, Samuel, quien estaba encargado de administrar varios proyectos industriales y de otro tipo para el príncipe Potemkin. Fue Samuel (como Jeremy reconoció más tarde en repetidas ocasiones) quien concibió la idea básica de un edificio circular en el centro de un complejo más grande como un medio para permitir que un pequeño número de gerentes supervisara las actividades de una mano de obra numerosa y no calificada. 
Bentham comenzó a desarrollar este modelo, particularmente aplicable a las prisiones, y esbozó sus ideas en una serie de cartas enviadas a su padre en Inglaterra. Complementó el principio de supervisión con la idea de gestión de contratos; es decir, una administración por contrato en lugar de fideicomiso, donde el director tendría un interés pecuniario en bajar la tasa promedio de mortalidad. 
El Panóptico estaba destinado a ser más barato que las prisiones de su época, ya que requería menos personal. «Permítanme construir una prisión sobre este modelo», pidió Bentham a un Comité para la Reforma del Derecho Penal, «yo seré el carcelero. Verás... que el carcelero no tendrá salario, no le costará nada a la nación». Como no se puede ver a los vigilantes, no es necesario que estén de servicio en todo momento, dejando efectivamente la vigilancia a los vigilados. Según el diseño de Bentham, los prisioneros también serían utilizados como mano de obra servil, caminando sobre ruedas para hacer girar telares o hacer funcionar una rueda hidráulica. Esto disminuiría el costo de la prisión y daría una posible fuente de ingresos. Bentham consideró el panóptico una gran invención no solo útil para una cárcel sino también para las fábricas.
La propuesta finalmente fallida de construir una prisión panóptica en Inglaterra fue una de sus muchas propuestas de reforma legal y social. Pero Bentham pasó unos dieciséis años de su vida desarrollando y refinando sus ideas para el edificio y esperaba que el gobierno adoptara el plan para una Penitenciaría Nacional nombrándolo como contratista-gobernador. Aunque la prisión nunca se construyó, el concepto tuvo una influencia importante en las generaciones posteriores de pensadores. El filósofo francés del siglo XX, Michel Foucault, argumentó que el panóptico era un paradigma de varias instituciones «disciplinarias» del siglo XIX. Bentham permaneció amargado a lo largo de su vida posterior por el rechazo del esquema panóptico, convencido de que había sido frustrado por el Rey y una élite aristocrática. Fue en gran parte debido a su sentido de la injusticia y la frustración que desarrolló sus ideas de «interés siniestro», es decir, los intereses creados de los poderosos que conspiran contra un interés público más amplio, que sustentaron muchos de sus argumentos más amplios a favor de la reforma. 
A su regreso a Inglaterra desde Rusia, Bentham había encargado dibujos a un arquitecto, Willey Reveley. En 1791, publicó el material que había escrito en forma de libro, aunque continuó perfeccionando sus propuestas durante muchos años. Ya había decidido que quería ver construida la prisión: cuando estuviera terminada, la administraría él mismo como contratista-gobernador, con la ayuda de Samuel. Después de intentos fallidos de interesar a las autoridades en Irlanda y la Francia revolucionaria, comenzó a tratar de persuadir al primer ministro, William Pitt, para revivir un esquema abandonado anterior para una Penitenciaría Nacional en Inglaterra, esta vez para ser construido como un panóptico. Finalmente logró ganarse a Pitt y sus asesores, y en 1794 se le pagaron 2.000 libras esterlinas por el trabajo preliminar del proyecto. 
El sitio previsto era uno que había sido autorizado (en virtud de una ley de 1779) para la penitenciaría anterior, en Battersea Rise; pero las nuevas propuestas se toparon con problemas técnicos legales y objeciones del terrateniente local, Earl Spencer. Se consideraron otros sitios, incluido uno en Hanging Wood, cerca de Woolwich, pero todos resultaron insatisfactorios. Finalmente, Bentham se dirigió a un sitio en Tothill Fields, cerca de Westminster. Aunque se trataba de tierras comunales, sin propietario, había varias partes con intereses en ellas, incluido Earl Grosvenor, que era dueño de una casa en un sitio adyacente y se opuso a la idea de una prisión con vistas a ella. Nuevamente, por lo tanto, el plan se detuvo. En este punto, sin embargo, quedó claro que un sitio cercano en Millbank, junto al Támesis, estaba disponible para la venta, y esta vez las cosas funcionaron mejor. Con dinero del gobierno, Bentham compró la tierra en nombre de la Corona por 12.000 libras esterlinas en noviembre de 1799. 
Desde su punto de vista, el sitio estaba lejos de ser ideal, siendo pantanoso, insalubre y demasiado pequeño. Sin embargo, cuando le pidió al gobierno más tierras y más dinero, la respuesta fue que debería construir solo una prisión experimental a pequeña escala, lo que interpretó como que había poco compromiso real con el concepto del panóptico como piedra angular de reforma penal. Las negociaciones continuaron, pero en 1801 Pitt renunció a su cargo y en 1803 la nueva administración de Henry Addington decidió no continuar con el proyecto. Bentham estaba devastado: «Han asesinado mis mejores días». 
Sin embargo, unos años más tarde el gobierno retoma la idea de una Penitenciaría Nacional, y en 1811 y 1812 vuelve específicamente a la idea de un panóptico. Bentham, ahora de 63 años, todavía estaba dispuesto a ser gobernador. Sin embargo, cuando quedó claro que todavía no había un compromiso real con la propuesta, abandonó la esperanza y, en cambio, centró su atención en obtener una compensación financiera por sus años de esfuerzo infructuoso. Su reclamo inicial fue por la enorme suma de casi 700,000£, pero finalmente se conformó con la suma más modesta (pero aún considerable) de £ 23,000. Una Ley del Parlamento en 1812 transfirió su título en el sitio a la Corona. 
Más exitosa fue su cooperación con Patrick Colquhoun para combatir la corrupción en el Pool of Londres. Esto resultó en el Proyecto de Ley de la Policía del Támesis de 1798, que se aprobó en 1800. El proyecto de ley creó la Policía del Río Támesis, que fue la primera fuerza policial preventiva del país y fue un precedente para las reformas de Robert Peel 30 años después.

### Correspondencia e influencias contemporáneas
Bentham estaba en correspondencia con muchas personas influyentes. En la década de 1780, por ejemplo, Bentham mantuvo correspondencia con el anciano Adam Smith, en un intento fallido de convencer a Smith de que se debería permitir que las tasas de interés flotaran libremente. Como resultado de su correspondencia con Honoré Gabriel Riquetti y otros líderes de la revolución francesa, Bentham fue declarado ciudadano honorario de Francia. Fue un crítico abierto del discurso revolucionario de los derechos naturales y de la violencia que surgió después de la toma del poder por los jacobinos (1792). Entre 1808 y 1810 mantuvo una amistad personal con el revolucionario latinoamericano Francisco de Miranda y visitas pagadas a la casa Grafton Way de Miranda en Londres. También desarrolló vínculos con José Cecilio del Valle. 

### Propuesta de colonia de Australia del Sur
El 3 de agosto de 1831 el Comité de la Sociedad Nacional de Colonización aprobó la impresión de su propuesta para establecer una colonia libre en la costa sur de Australia, financiada con la venta de tierras coloniales apropiadas, supervisada por una sociedad anónima, y que sería concedió poderes de autogobierno tan pronto como fue practicable. Contrariamente a las suposiciones, Bentham no participó en la preparación de la 'Propuesta al Gobierno de Su Majestad para fundar una colonia en la costa sur de Australia, que se preparó bajo los auspicios de Robert Gouger, Charles Grey y Anthony Bacon. Sin embargo, Bentham, en agosto de 1831, redactó un trabajo inédito titulado 'Propuesta de la Compañía de Colonización', que constituye su comentario sobre la 'Propuesta' de la Sociedad Nacional de Colonización. 

### Westminster Review
En 1823, cofundó The Westminster Review con James Mill como una revista para los «filosóficos radicales», un grupo de discípulos más jóvenes a través de los cuales Bentham ejerció una influencia considerable en la vida pública británica. Uno fue John Bowring, a quien Bentham se volvió devoto, describiendo su relación como «hijo y padre»: nombró a Bowring editor político de The Westminster Review y, finalmente, su albacea literario. Otro fue Edwin Chadwick, quien escribió sobre higiene, saneamiento y vigilancia y fue un importante contribuyente a la Ley de Enmienda de la Ley de Pobres: Bentham empleó a Chadwick como secretario y le legó un gran legado. 

### Vida personal
Bentham tuvo varios enamoramientos con mujeres y escribió sobre sexo. Nunca se casó.
En The Life of John Stuart Mill de Michael St. John Packe se da una idea de su carácter:
Durante sus visitas juveniles a Bowood House, la casa de campo de su patrón Lord Lansdowne, había pasado el tiempo enamorándose sin éxito de todas las damas de la casa, a las que cortejaba con torpe jocosidad, mientras jugaba al ajedrez con ellas o daba les lecciones sobre el clavicémbalo. Esperanzado hasta el final, a la edad de ochenta años volvió a escribir a uno de ellos, recordándole los días lejanos en los que ella "le había presentado, en una ceremonia, la flor en el sendero verde" [citando las memorias de Bentham]. Hasta el final de su vida no pudo oír hablar de Bowood sin que se le llenaran los ojos de lágrimas y se vio obligado a exclamar: "Llévame adelante, te lo suplico, hacia el futuro, no me dejes volver al pasado".
Un estudio psicobiográfico de Philip Lucas y Anne Sheeran sostiene que pudo haber tenido el síndrome de Asperger.
El patrón diario de Bentham era levantarse a las 6 de la mañana, caminar durante 2 horas o más y luego trabajar hasta las 4 de la tarde.

## Pensamiento

### Doctrina utilitarista
Jeremy Bentham llamó a su doctrina moral «deontología», como ciencia que del estudio de «lo conveniente» (del griego to deon). Hoy en día Bentham es más conocido como el «padre del utilitarismo», una teoría ética consecuencialista cuyas semillas de dicha teoría se pueden encontrar desde la ética hedonista de Aristipo hasta Richard Cumberland y Claude-Adrien Helvétius. Su ambición en la vida era crear un «pannomion», un código de derecho utilitario completo. No solo propuso muchas reformas legales y sociales, sino que también expuso un principio moral subyacente en el que deberían basarse. Sus trabajos iniciales atacando el sistema legal y judicial inglés le llevaron a la formulación de la doctrina utilitarista, plasmada en su obra principal: Introducción a los principios de moral y legislación (1789). En ella preconizaba que «todo acto humano, norma o institución, deben ser juzgados según la utilidad que tienen, esto es, según el placer o el sufrimiento que producen en las personas».
La ética de Bentham parte del «principio de utilidad», piedra angular de todo el pensamiento de Bentham, donde lo bueno es lo «útil» o lo que aumenta el placer y disminuye el dolor. Tomó como «axioma fundamental» la consigna de Helvétius: «la mayor felicidad posible para el mayor número de hombres». A partir de esa simplificación de un criterio antiguo, Bentham proponía formalizar el análisis de las cuestiones políticas, sociales y económicas, sobre la base de medir la utilidad de cada acción o decisión. Así se fundamentaría una nueva ética, basada en el goce de la vida y no en el sacrificio ni el sufrimiento. Entonces, la ética se convierte para Bentham en un cálculo de consecuencias. Para ello, Bentham sugirió un procedimiento para estimar el estado moral de cualquier acción, al que llamó cálculo hedonista o felicítico para una «aritmética moral», y hace una clasificación de placeres y dolores. Bentham afirmó haber tomado prestado este concepto de los escritos de Joseph Priestley, aunque lo más cerca que estuvo Priestley de expresarlo fue en la forma «el bien y la felicidad de los miembros, es decir, la mayoría de los miembros de cualquier estado, es el gran estándar por el cual todo [sic] relacionado con ese estado finalmente debe determinarse».
Jeremy Bentham fue una rara figura importante en la historia de la filosofía que apoyó el egoísmo psicológico, pero como los deseos de los hombres entran en conflicto el principio de utilidad no puede ser confinado al ámbito individualista, lo cual el utilitarismo se vuelve en un hedonismo colectivo. También fue un decidido opositor de la religión. Bentham era ateo. Como observa Crimmins: «Entre 1809 y 1823, Bentham llevó a cabo un examen exhaustivo de la religión con el objetivo declarado de extirpar las creencias religiosas, incluso la idea misma de la religión, de la mente de los hombres». Negaba también la «religión natural», que construía el concepto de Dios por analogía con los soberanos de la tierra, y defendía la «religión revelada».[cita requerida]
El utilitarismo ejerció su influencia sobre toda una generación de políticos británicos, representada por Robert Peel.  Además Bentham influyó o intentó influir sobre los gobernantes y líderes de las nuevas repúblicas latinoamericanas. Del mismo modo dejó fortalecido y apropiado el concepto de deontología muy utilizado en leyes y códigos del quehacer profesional que mira hacia el futuro. El objetivo último de lograr «la mayor felicidad para el mayor número» le acercó a corrientes políticas progresistas y democráticas: la Francia republicana surgida de la Revolución le honró con el título de «ciudadano honorario» (1792), si bien Bentham discrepaba profundamente de Jean-Jacques Rousseau y consideraba absurdo el planteamiento iusnaturalista subyacente a la Declaración de Derechos del Hombre y del Ciudadano de 1789. En la teoría del conocimiento, Bentham era nominalista.
También puede señalarse la incidencia que tendría, a la larga, sobre las doctrinas subjetivas del valor que se impusieron en la teoría económica occidental a partir de la «revolución marginalista» (Walras, Pareto, etc.).

#### Principio de utilidad
En Introducción a los principios de la moral y la legislación, Bentham explica cómo las acciones están motivadas por el deseo de placer y son correctas en la medida en que crean utilidad o felicidad. Por «felicidad» entendía un predominio del «placer» sobre el «dolor» y «utilidad» por «la suma total de todos los placeres y dolores». En el capítulo 1, Del principio de utilidad, o “principio de la mayor felicidad”, escribió:
La naturaleza ha puesto a la humanidad bajo el gobierno de dos amos soberanos, el dolor y el placer. Sólo a ellos les corresponde señalar lo que debemos hacer, así como determinar lo que debemos hacer. Por un lado, el estandarte del bien y el mal, por el otro, la cadena de causas y efectos, están sujetos a su trono. Nos gobiernan en todo lo que hacemos, en todo lo que decimos, en todo lo que pensamos...
En los Los principios de la moral y la legislación, Bentham se centra en el principio de utilidad y cómo esta visión de la moralidad se relaciona con las prácticas legislativas. Su principio de utilidad considera el bien como aquello que produce la mayor cantidad de placer y la mínima cantidad de dolor, y el mal como lo que produce la mayor cantidad de dolor sin el placer. Las palabras de deber, bien, mal, virtud, vicio, justo e injusto, se reducen a esto o no tiene ningún significado. Este principio no puede demostrarse pero no necesita demostración, puesto que es evidente en sí y se manifiesta dentro de la legislación de una sociedad. Luego, la «utilidad o el interés del individuo y la comunidad (que es un organismo ficticio) se comprendía en lograr mayor placer y evitar el mal». La razón mostraría que el mejor método para alcanzar la felicidad individual es el de procurar la felicidad de otros. Así, «el egoísmo personal está en íntima relación con la afección social». En contraste con la deontología de la ética kantiana, Bentham cree que no tiene sentido imponer un deber que vaya en contra del interés y la dicha de los hombres.

#### Clasificación de placeres
Bentham también define este concepto de placer y dolor como físico y espiritual. No establece una jerarquía de placeres, sino que para medir el grado de dolor o placer que creará una determinada decisión, establece un conjunto de criterios divididos en las siguientes categorías:
- Intensidad (cuán intenso es).
- Duración (por cuánto tiempo).
- Certeza (cuán seguro es su logro).
- Proximidad (cuán pronto).

- Fecundidad (si conducirá a otros placeres).
- Pureza (cuánto dolor le acompaña).

- Extensión (qué número de individuos se ve involucra)[44]

Usando estas medidas, revisa el concepto de castigo y cuándo debe usarse en cuanto a si un castigo creará más placer o más dolor para una sociedad. Bentham propuso el castigo como mecanismo disuasorio. En lugar de reprimir los actos malvados, Bentham argumenta que ciertas leyes y castigos innecesarios podrían conducir en última instancia a vicios nuevos y más peligrosos que los que se castigan inicialmente, y pide a los legisladores que midan los placeres y los dolores asociados con cualquier legislación y formulen leyes. para crear el mayor bien para el mayor número. Argumenta que el concepto del individuo que busca su propia felicidad no puede necesariamente declararse «correcto», porque a menudo estas actividades individuales pueden conducir a un mayor dolor y menos placer para la sociedad en su conjunto. Por tanto, la legislación de una sociedad es vital para mantener el máximo placer y el mínimo grado de dolor para el mayor número de personas.[cita requerida]

#### Cálculo hedonista
En su exposición del cálculo felicítico, Bentham propuso una clasificación de 12 dolores y 14 placeres, mediante la cual podemos probar el «factor de felicidad» de cualquier acción. Para Bentham, según P. J. Kelly, la ley «proporciona el marco básico de interacción social al delimitar esferas de inviolabilidad personal dentro de las cuales los individuos pueden formar y perseguir sus propias concepciones de bienestar». Proporciona seguridad, condición previa para la formación de expectativas. Como el cálculo hedonista muestra que las «utilidades de las expectativas» son mucho más altas que las naturales, se deduce que Bentham no favorece el sacrificio de unos pocos en beneficio de la mayoría. Profesor de derecho Alan Dershowitz ha citado a Bentham para argumentar que a veces se debe permitir la tortura.

#### Críticas
En contra de los «ascetas» que rechazan «cualquier pequeña partícula de placer», Bentham les tacha de «hipocresía» y sus conceptos como «puro error y simple fraseología». Además, los placeres corporales no son «innobles», pues «no hay parte ni órgano del cuerpo que sea innoble». Respecto a las críticas morales religiosas las considera como supersticiosas. Nadie conoce la voluntad de Dios y un Dios benevolente «no nos gobernaría por una legislación externa o una suerte de mandamientos divinos, sino a través de los instintos de la naturaleza».
El utilitarismo fue revisado y ampliado por su alumno, John Stuart Mill, quien criticó duramente la visión de Bentham de la naturaleza humana, que no reconocía la conciencia como un motivo humano. Mill consideró que la opinión de Bentham «ha hecho y está haciendo un mal muy grave». También criticó la igualdad de placeres de Bentham estableciendo que: «Es perfectamente compatible con el principio de utilidad reconocer el hecho de que algunas clases de placer son más deseables y más valiosas que otras». En manos de Mill, el «benthamismo» se convirtió en un elemento importante en la concepción liberal de los objetivos de la política estatal.
Los críticos de Bentham han afirmado que socavó los cimientos de una sociedad libre al rechazar los derechos naturales. La historiadora Gertrude Himmelfarb escribió: «El principio de la mayor felicidad del mayor número era tan hostil a la idea de la libertad como a la idea de los derechos». Bentham presentó muchas propuestas prácticas con el objetivo de aumentar la felicidad social, como un canal en Panamá, pero también hizo propuestas controvertidas como el «panóptico», una cárcel donde los recluidos se hallan en celdas alrededor de una torre sin saber si son observados. Si bien el modelo de Bentham fue criticado (aunque él lo consideraba una genialidad), de alguna forma todas las cárceles, escuelas y fábricas a partir de aquella época se construyeron con el modelo panóptico de vigilancia. Dicha propuesta ha sido vista como un dispositivo de una eficiencia monstruosa que no dejaba lugar para la humanidad propia de estados totalitarios. A mediados de la década de 1970, el psicoanalista francés Jacques-Alain Miller y el filósofo francés Michel Foucault en Vigilar y castigar llamaron la atención sobre el panóptico.
La teoría «hedonista» de Bentham (un término de J. J. C. Smart) a menudo es criticada por carecer de un principio de equidad incorporado en una concepción de la justicia. En Bentham and the Common Law Tradition, Gerald J. Postema afirma: «Ningún concepto moral sufre más a manos de Bentham que el concepto de justicia. No existe un análisis sostenido y maduro de la noción». Así, algunos críticos[¿quién?] objetan que sería aceptable torturar a una persona si esto produjera una cantidad de felicidad en otras personas que supere la infelicidad del individuo torturado. Sin embargo, como argumentó P. J. Kelly en Utilitarianism and Distributive Justice: Jeremy Bentham and the Civil Law, Bentham tenía una teoría de la justicia que prevenía tales consecuencias.

### Economía

Defensa de la usura, 1788.

Las opiniones de Bentham sobre la economía monetaria eran completamente diferentes a las de David Ricardo; sin embargo, tenían algunas similitudes con las de Henry Thornton. Se centró en la expansión monetaria como un medio para ayudar a crear pleno empleo. También fue consciente de la relevancia del ahorro forzoso, la propensión al consumo, la relación ahorro-inversión y otras cuestiones que forman el contenido del análisis moderno del ingreso y el empleo. Su visión monetaria estaba cerca de los conceptos fundamentales empleados en su modelo de toma de decisiones utilitaria. Su trabajo se considera un precursor temprano de la economía del bienestar moderna.[cita requerida]
Bentham afirmó que los placeres y los dolores se pueden clasificar según su valor o "dimensión", como la intensidad, la duración, la certeza de un placer o un dolor. Le preocupaban los máximos y mínimos de placeres y dolores; y sentaron un precedente para el futuro empleo del principio de maximización en la economía del consumidor, la empresa y la búsqueda de un óptimo en la economía del bienestar.
Bentham abogó por la «Gestión de los pobres», que implicaba la creación de una cadena de grandes asilos.La economía de Bentham fue criticada por Karl Marx en El capital, quien le refiere como «oráculo insípidamente pedante, acartonado y charlatanesco del sentido común burgués decimonónico».

### Reforma de la ley
Bentham estaba estrechamente ligado en la tradición empirista, donde ideas simples permitían entender ideas complejas de los cuales tenemos experiencia. Pare él, la idea de un «derecho natural» es una «contradicción en los términos» y los «derechos del hombre» son «falsos derechos».. Entendió los conceptos «obligación» o «derecho» como «paráfrasis» o «entidades ficcionales», donde «la unidad primaria del significado no es la palabra, sino la proposición». Bentham sustituye estos conceptos por otros que ya no los contienen, llegando así con «entidades reales» que los expliquen, como los términos «placer» y «dolor».
Bentham fue la primera persona en ser un defensor agresivo de la codificación de todo el derecho consuetudinario en un conjunto coherente de estatutos; en realidad fue quien acuñó el verbo «codificar» para referirse al proceso de redacción de un código legal.En Un fragmento sobre el gobierno Bentham critica que la fuente de la obediencia al Estado no surge de un contrato social, pues estos solo existen ya dentro de un gobierno, sino de su utilidad. Al principio Bentham pensó que «sólo necesitaba apelar a los gobiernos ilustrados para que éstos llevaran a efecto aquellas medidas» pero tras ver su desinterés por esta se convirtió en defensor de la democracia: «un hombre, un voto».
Presionó mucho para la formación de comisiones de codificación tanto en Inglaterra como en los Estados Unidos, y llegó a escribir al presidente James Madison en 1811 para ofrecerse como voluntario para escribir un código legal completo para el joven país. Después de aprender más sobre la ley estadounidense y darse cuenta de que la mayor parte se basaba en los estados, rápidamente escribió a los gobernadores de cada estado con la misma oferta.
Durante su vida, los esfuerzos de codificación de Bentham fueron completamente infructuosos. Incluso hoy en día, han sido completamente rechazados por casi todas las jurisdicciones de derecho consuetudinario, incluida Inglaterra.Sin embargo, sus escritos sobre el tema sentaron las bases para el trabajo de codificación moderadamente exitoso de David Dudley Field II en los Estados Unidos una generación más tarde.

### Derechos de los animales
Bentham es ampliamente considerado como uno de los primeros defensores de los derechos de los animales.Argumentó y creyó que la capacidad de sufrir, no la capacidad de razonar, debería ser el punto de referencia, o lo que llamó la «línea insuperable». Si la razón por sí sola fuera el criterio por el cual juzgamos quién debería tener derechos, los bebés humanos y los adultos con ciertas formas de discapacidad también podrían quedarse cortos.En 1780, aludiendo al limitado grado de protección legal que el Code Noir otorgaba a los esclavos en las Antillas francesas, escribió en el capítulo 17, De los límites de la rama penal de la jurisprudencia, de los Los principios de la moral y la legislación que:: 309n 
Ha sido el día, me entristece decir que en muchos lugares aún no ha pasado, en que la mayor parte de las especies, bajo la denominación de esclavos, han sido tratadas por la ley exactamente en las mismas condiciones que en Inglaterra. por ejemplo, las razas inferiores de animales lo son. Puede llegar el día en que el resto de la creación animal pueda adquirir esos derechos que nunca podrían haberles sido negados sino por la mano de la tiranía. Los franceses ya han descubierto que la negrura de la piel no es razón para que un ser humano deba ser abandonado sin remedio al capricho de un torturador. Es posible que algún día se reconozca que el número de patas, la vellosidad de la piel o la terminación del os sacrum son razones igualmente insuficientes para abandonar a un ser sensible a la misma suerte. ¿Qué más es lo que debería trazar la línea infranqueable? ¿Es la facultad de la razón o quizás la facultad del discurso? Pero un caballo o un perro adulto es, sin comparación, un animal más racional, así como más conversador, que un bebé de un día, una semana o incluso un mes de edad. Pero supongamos que el caso fuera de otro modo, ¿de qué serviría? La pregunta no es, ¿pueden razonar? ni, ¿pueden hablar? pero, ¿Pueden sufrir?
Anteriormente en el párrafo, Bentham deja claro que aceptaba que los animales podían ser sacrificados para alimento o en defensa de la vida humana, siempre que no se hiciera sufrir innecesariamente al animal. Bentham no se opuso a los experimentos médicos en animales, siempre que los experimentos tuvieran en mente un objetivo particular de beneficio para la humanidad y tuvieran una posibilidad razonable de lograr ese objetivo. Escribió que, de lo contrario, tenía una «objeción decidida e insuperable» a causar dolor a los animales, en parte debido a los efectos nocivos que tales prácticas podrían tener en los seres humanos. En una carta al editor del Morning Chronicle en marzo de 1825, escribió:
Nunca he visto, ni puedo ver, ninguna objeción a someter a perros y otros animales inferiores al dolor, en forma de experimento médico, cuando ese experimento tiene un objeto determinado, beneficioso para la humanidad, acompañado de una perspectiva justa de la misma. realización de la misma. Pero tengo una objeción decidida e insuperable a someterlos a dolor sin tal punto de vista. A mi entender, todo acto por el cual, sin perspectiva de bien preponderante, se produce dolor a sabiendas y voluntariamente en cualquier ser, es un acto de crueldad; y, como otros malos hábitos, cuanto más se entrega al hábito correspondiente, más fuerte crece, y más frecuentemente produce su mal fruto. No puedo comprender cómo debe ser, que a quien le divierte ver sufrir a un perro o a un caballo, no debería ser motivo de diversión ver sufrir a un hombre; viendo, como yo lo hago, cuánta más moralidad e inteligencia tiene en él un cuadrúpedo adulto de esas y muchas otras especies, que cualquier bípedo durante algunos meses después de haber sido traído a la existencia; ni me parece cómo debe ser, que una persona para quien la producción de dolor, ya sea en uno o en otro caso, es una fuente de diversión, tendría escrúpulos en darse esa diversión cuando podría hacerlo bajo una garantía de impunidad.

### Género y sexualidad
Bentham dijo que fue la colocación de las mujeres en una posición legalmente inferior lo que le hizo elegir en 1759, a la edad de once años, la carrera de un reformista,aunque el crítico estadounidense John Neal afirmó haberlo convencido de emprender la carrera de mujeres. cuestiones de derechos humanos durante su asociación entre 1825 y 1827. Bentham habló a favor de una completa igualdad entre los sexos, argumentando a favor del sufragio femenino, el derecho de la mujer a obtener el divorcio y el derecho de la mujer a ocupar un cargo político.
La c. rl ensayo de 1785 «Paederasty (Offences Against One's Self)»defendía la liberalización de las leyes que prohibían el sexo homosexual.El ensayo permaneció inédito durante su vida por temor a ofender la moral pública. Algunos de los escritos de Bentham sobre «no conformidad sexual» se publicaron por primera vez en 1931,pero Paederasty no se publicó hasta 1978. Bentham no cree que los actos homosexuales sean antinaturales y los describe simplemente como «irregularidades del apetito venéreo». El ensayo reprende a la sociedad de la época por dar una respuesta desproporcionada a lo que Bentham parece considerar un delito en gran parte privado: exhibiciones públicas o actos forzados que otras leyes tratan correctamente. Cuando el ensayo se publicó en el Journal of Homosexuality en 1978, el resumen decía que el ensayo de Bentham era el "primer argumento conocido a favor de la reforma de la ley homosexual en Inglaterra".

### Imperialismo
Los escritos de Bentham a principios de la década de 1790 en adelante expresaron una oposición al imperialismo. Su folleto de 1793 ¡Emancipe sus colonias! Criticó el colonialismo francés. A principios de la década de 1820, argumentó que el gobierno liberal de España debería emancipar sus colonias del Nuevo Mundo. En el ensayo Plan para una Paz Universal y Perpetua, Bentham argumentó que Gran Bretaña debería emancipar sus colonias del Nuevo Mundo y abandonar sus ambiciones coloniales. Argumentó que el imperio era malo para la mayor parte de la metrópoli y las colonias. Según Bentham, el imperio no era sólido desde el punto de vista financiero, implicaba impuestos sobre los pobres de la metrópoli, provocaba una expansión innecesaria del aparato militar, socavaba la seguridad de la metrópoli y, en última instancia, estaba motivado por ideas equivocadas de honor y gloria.

### Estado actual
Por expreso deseo de él, su esqueleto, totalmente vestido y con una cabeza de cera (la auténtica fue momificada), se guarda en una vitrina de cristal en el University College de Londres, en cuya fundación había participado. Hasta la fecha, «sigue participando» en las reuniones del consejo académico.

## Muerte y auto-icono

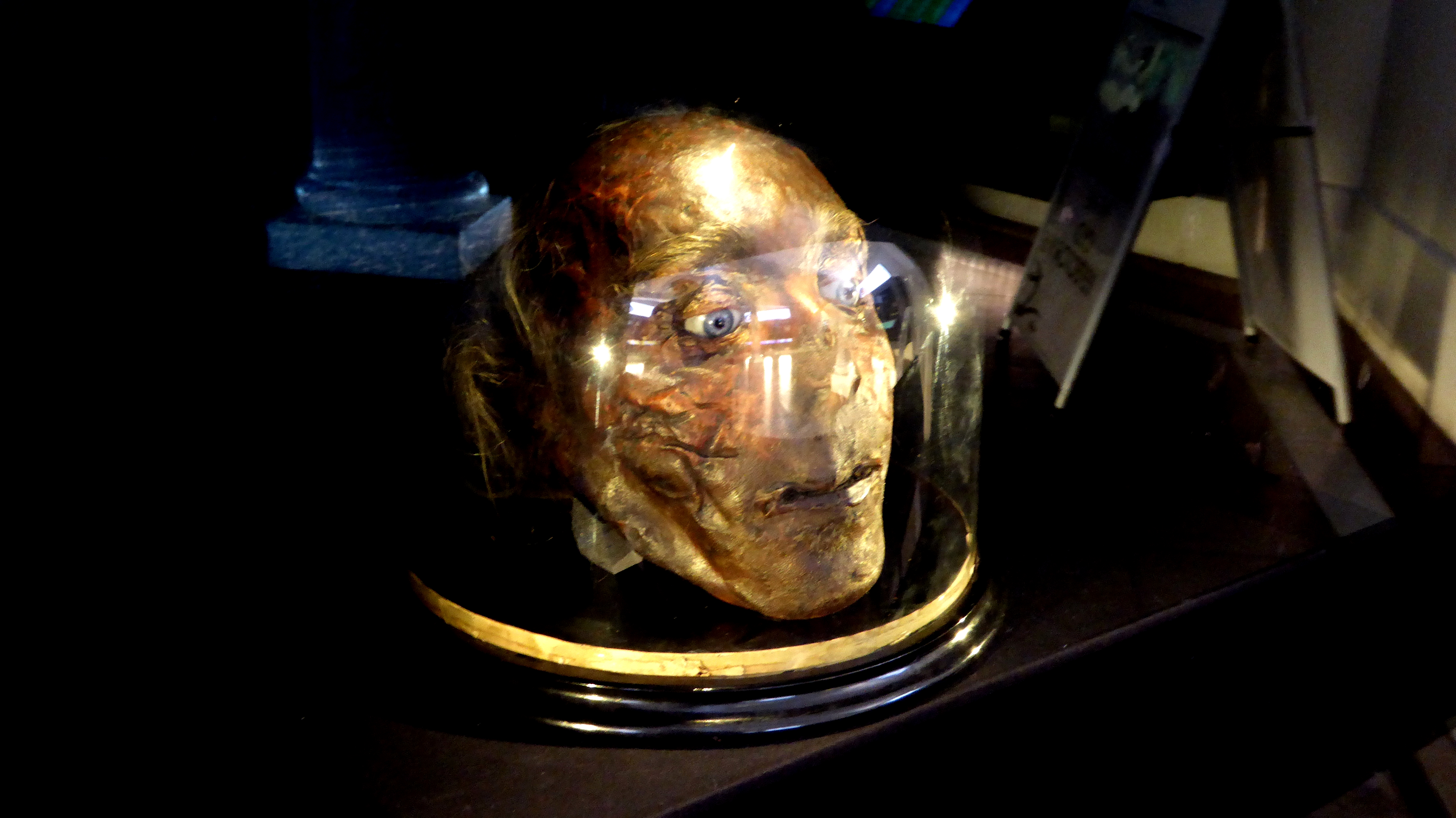
Cabeza disecado de Jeremy Bentham, en exhibición durante una exposición temporal en el edificio principal del University College London en el centro de Londres (2017).

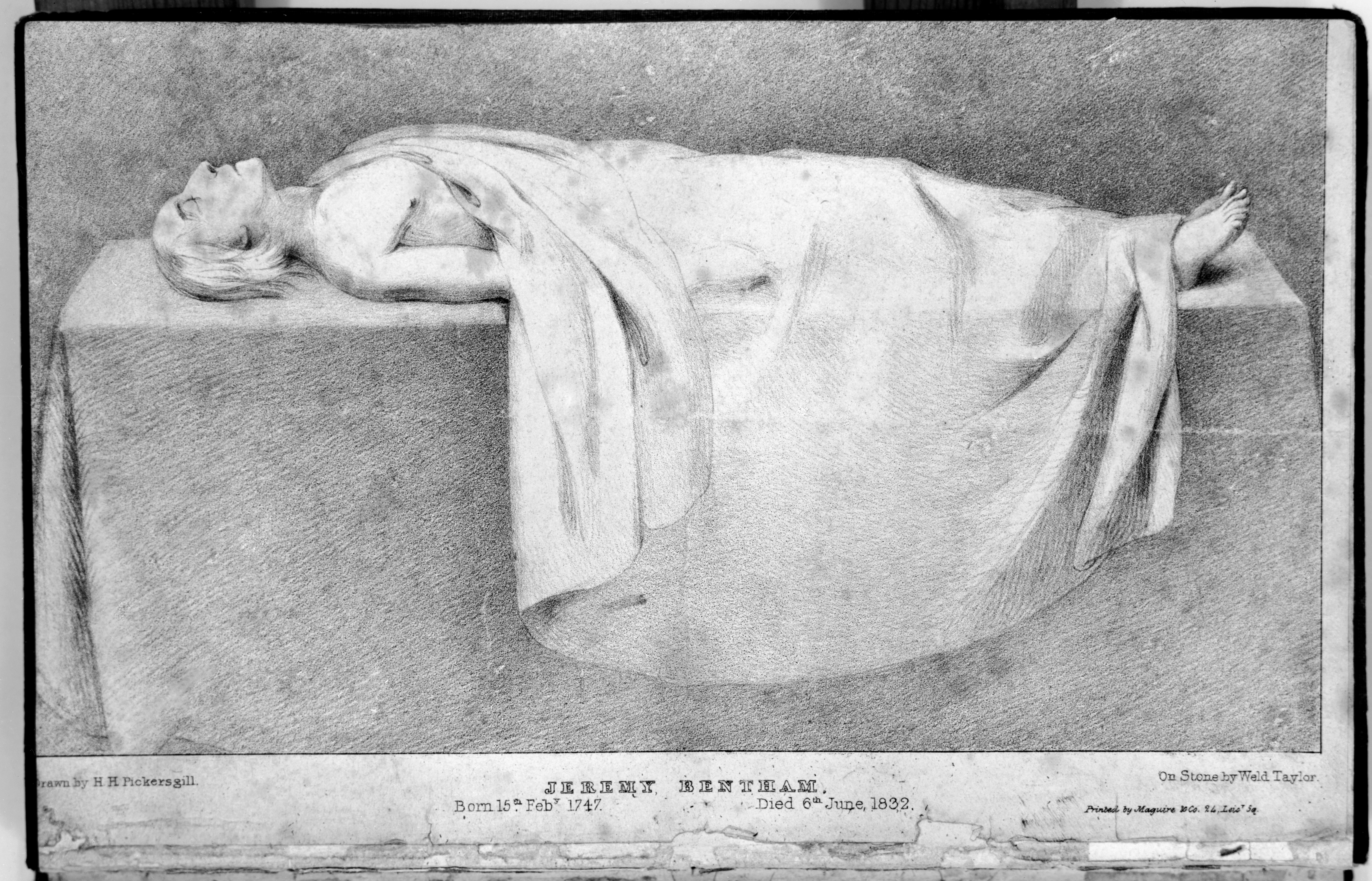
"Los restos mortales" de Jeremy Bentham, presentado para su disección pública. Dibujado por H. H. Pickersgill (1832).

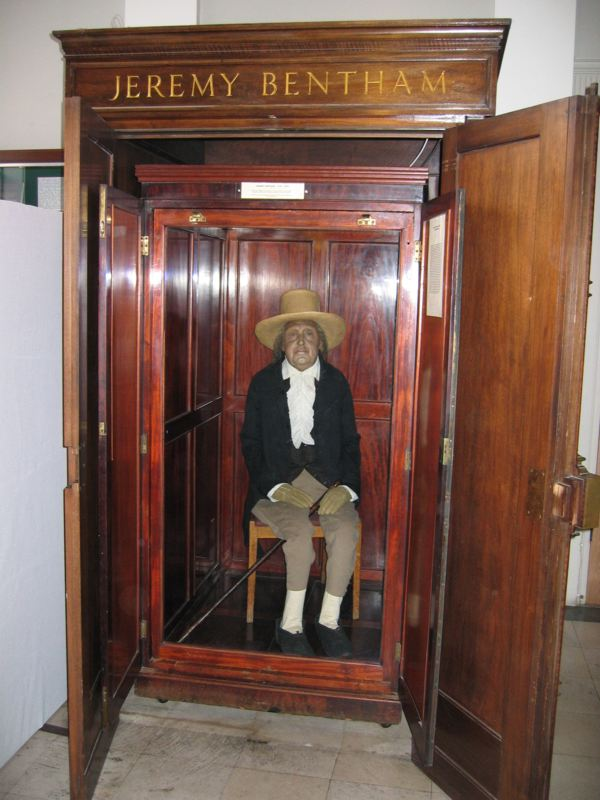
Auto-icono de Jeremy Bentham en el University College de Londres (2003).

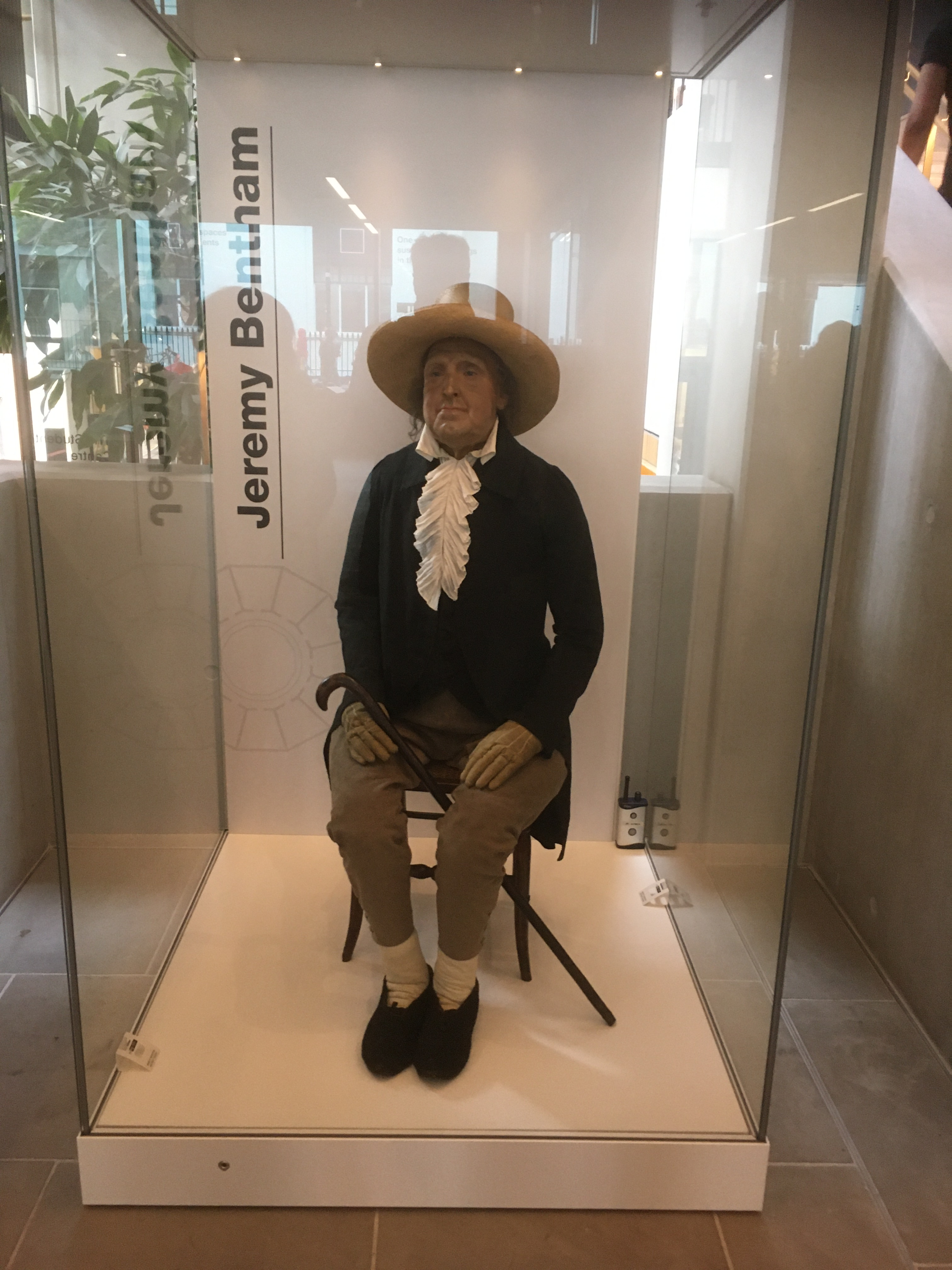
Auto-icono de Jeremy Bentham en una vitrina del "hall" de entrada del University College de Londres (2020).

Bentham murió el 6 de junio de 1832 a los 84 años en su residencia de Queen Square Place en Westminster, Londres, Inglaterra. Continuó escribiendo hasta un mes antes de su muerte y realizó cuidadosos preparativos para la disección de su cuerpo después de la muerte y su preservación como «Auto-ícono» (cuerpo embalsamado). Ya en 1769, cuando Bentham tenía 21 años, hizo testamento dejando su cuerpo para la disección a un amigo de la familia, el médico y químico George Fordyce, cuya hija, Maria Sophia (1765–1858), se casó con el hermano de Jeremy, Samuel Bentham. Un documento escrito en 1830, instruyendo a Thomas Southwood Smith para crear el auto-icono, se adjuntó a su último testamento, fechado el 30 de mayo de 1832. Decía:

Le entrego mi cuerpo a mi querido amigo, el Dr. Southwood Smith, para que se deshaga de él de la manera que se menciona más adelante, y ordeno [...] que se haga cargo de mi cuerpo y tome las medidas necesarias y apropiadas para la eliminación y conservación de los diversos partes de mi estructura corporal en la forma en el papel anexo a este mi testamento y en la parte superior del cual he escrito Auto-Icono.

Hará armar el esqueleto de tal manera que toda la figura pueda estar sentada en una silla que habitualmente ocupo yo cuando vivo, en la actitud en que estoy sentado mientras reflexiono en el transcurso del tiempo ocupado en escribir.
Ordeno que el cuerpo así preparado sea transferido a mi albacea. Hará que el esqueleto se vista con uno de los trajes negros que ocasionalmente uso. El cuerpo así vestido, junto con la silla y el bastón en mis últimos años llevado por mí, se hará cargo de él, y para contener todo el aparato hará preparar una caja o estuche apropiado, y hará que se grabe en caracteres conspicuos en una placa que se colocará sobre ella y también en las etiquetas de la vitrina en la que estarán contenidas las preparaciones de las partes blandas de mi cuerpo, [...] mi nombre completo con las letras ob: seguido del día de mi fallecimiento.

Si sucediera que mis amigos personales y otros discípulos estuvieran dispuestos a reunirse algún día o días del año con el fin de conmemorar al fundador del mayor sistema de felicidad de la moral y la legislación, mi albacea de vez en cuando hacer que se transporte en la habitación en la que se encuentran dicha caja o estuche con su contenido, para ser colocado en la parte de la habitación que a la compañía reunida le parezca adecuada. — Queen's Square Place, Westminster, miércoles 30 de mayo de 1832.

El deseo de Bentham de preservar su cadáver era consistente con su filosofía del utilitarismo. En su ensayo Auto-Icon, or the Uses of the Dead to the Living, Bentham escribió: "Si un caballero rural tiene hileras de árboles que conducen a su vivienda, los auto-iconos de su familia podrían alternar con los árboles; el barniz de copal sería proteger la cara de los efectos de la lluvia". El 8 de junio de 1832, dos días después de su muerte, se distribuyeron invitaciones a un grupo selecto de amigos, y al día siguiente, a las 3 p. m., Southwood Smith pronunció un largo discurso sobre los restos de Bentham en la Webb Street School of Anatomy & Medicina en Southwark, Londres. La oración impresa contiene un frontispicio con un grabado del cuerpo de Bentham parcialmente cubierto por una sábana.
Posteriormente, el esqueleto y la cabeza se conservaron y almacenaron en un gabinete de madera llamado «Auto-ícono», con el esqueleto acolchado con heno y vestido con la ropa de Bentham. Desde 1833 estuvo en las salas de consulta de Finsbury Square de Southwood Smith hasta que abandonó la práctica privada en el invierno de 1849-1850 cuando se trasladó a 36 Percy Street, el estudio de su socia no oficial, la pintora Margaret Gillies, quien hizo estudios de él. En marzo de 1850, Southwood Smith ofreció el ícono automático a Henry Brougham, quien lo aceptó de buena gana para University College de Londres.
Se mantiene en exhibición pública en la entrada principal del Centro de Estudiantes de la UCL. Anteriormente se exhibió al final de South Cloisters en el edificio principal de la universidad hasta que se trasladó en 2020. Sin embargo, tras la jubilación de Sir Malcolm Grant como rector de la universidad en 2013, el cuerpo estuvo presente en la reunión del consejo académico. A partir de 2013, esta fue la única vez que el cuerpo de Bentham fue llevado a una reunión del consejo de la UCL. (Hay un mito persistente de que el cuerpo de Bentham está presente en todas las reuniones del consejo).

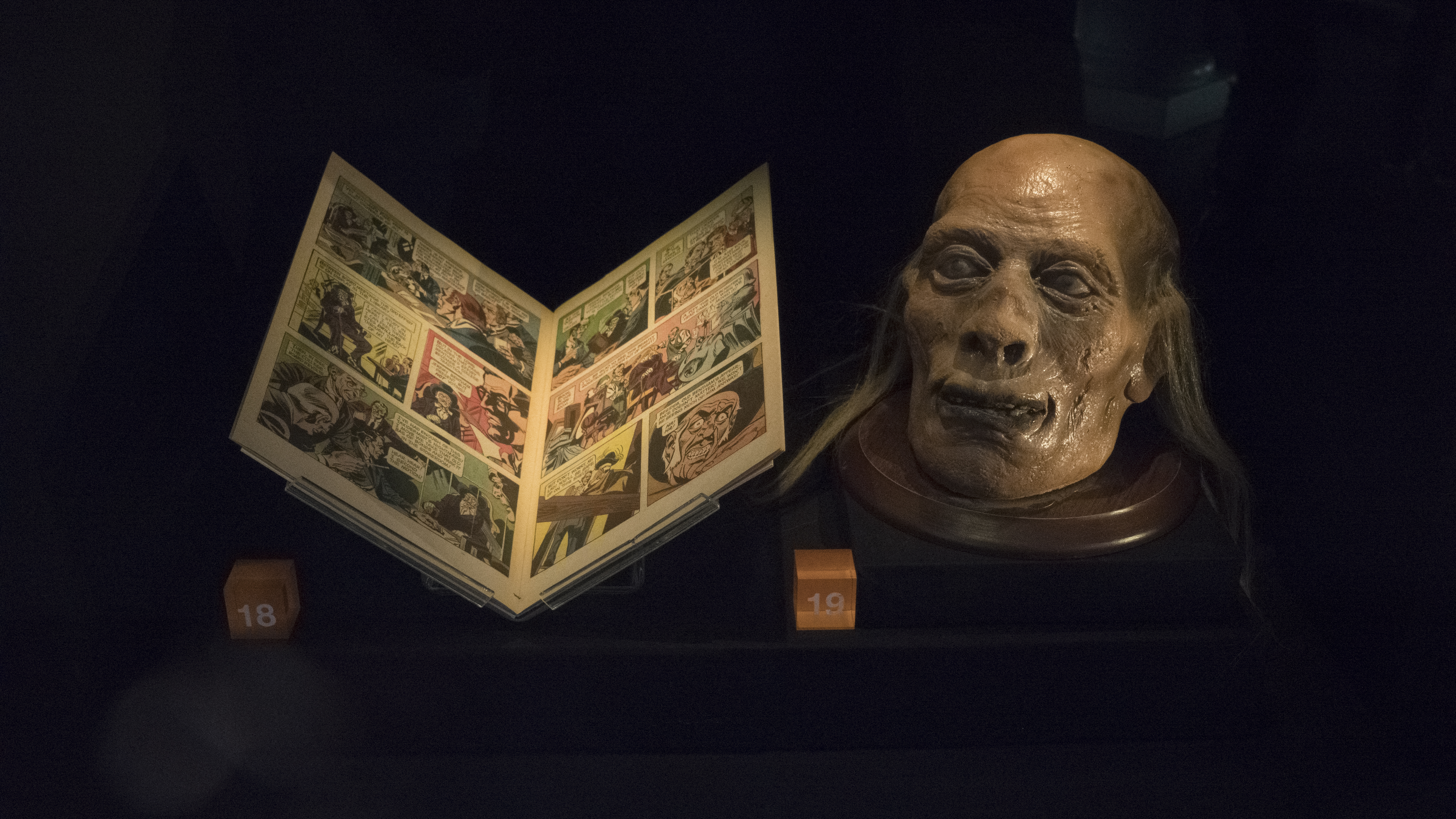
Reconstrucción de la cabeza de Bentham y un 'Ripley's Believe It or Not!, #10 donde el auto-icono de Bentham es poseído (1968).

Bentham tenía la intención de que el auto-icono incorporara su cabeza real, momificada y ojos de cristal para parecerse a su apariencia en vida. Los esfuerzos experimentales de momificación de Southwood Smith, basados en las prácticas de los pueblos indígenas de Nueva Zelanda y que implicaban colocar la cabeza bajo una bomba de aire sobre ácido sulfúrico y extraer los fluidos, aunque técnicamente exitosos, dejaron la cabeza con un aspecto desagradablemente macabro, con la piel seca, oscurecida y estirada sobre el cráneo.
Por lo tanto, al auto-icono se le dio una cabeza de cera, equipada con algo del cabello del propio Bentham. La cabeza real se mostró en el mismo estuche que el ícono automático durante muchos años, pero se convirtió en el blanco de repetidas bromas estudiantiles. Más tarde fue encerrado. En 2017, se anunciaron planes para volver a exhibir la cabeza y al mismo tiempo obtener una muestra de ADN para la secuenciación con el objetivo de identificar evidencia genética de autismo. 
En 2020, el ícono automático se colocó en una nueva vitrina de vidrio y se trasladó a la entrada del nuevo Centro de Estudiantes de University College de Londres en Gordon Square.

## University College London

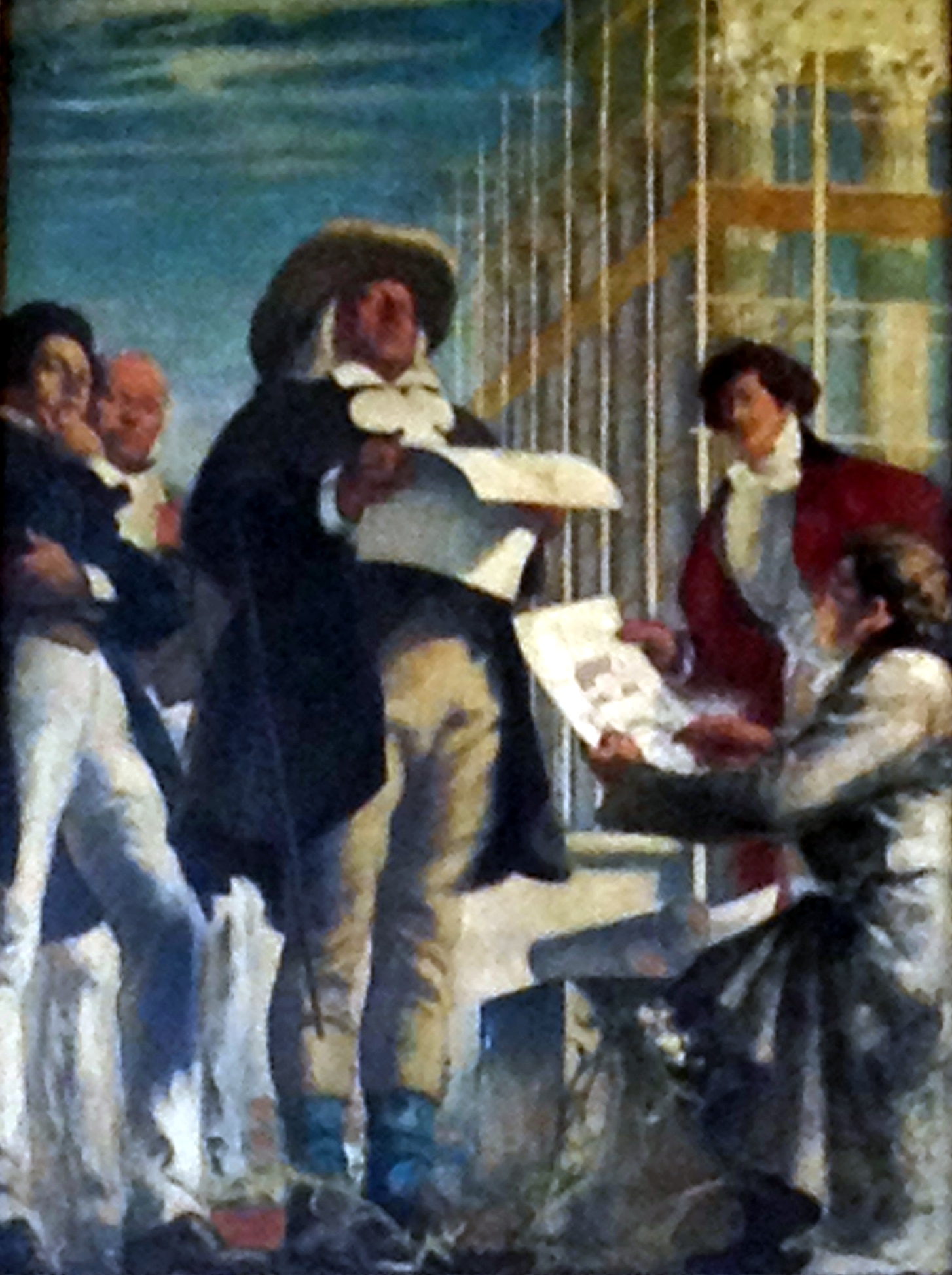
Escena imaginaria de Bentham aprobando los planos de construcción de la Universidad de Londres por Henry Tonks.

Bentham está ampliamente asociado con la fundación en 1826 de la Universidad de Londres (la institución que, en 1836, se convirtió en el University College de Londres), aunque tenía 78 años cuando abrió la universidad y jugó solo un papel indirecto en su establecimiento. Su participación directa se limitó a comprar una sola acción de 100 libras esterlinas en la nueva universidad, lo que lo convirtió en uno de los más de mil accionistas.
No obstante, se puede considerar que Bentham y sus ideas inspiraron a varios de los verdaderos fundadores de la universidad. Creía firmemente que la educación debería estar más disponible, en particular para aquellos que no eran ricos o que no pertenecían a la iglesia establecida; en la época de Bentham, se exigía a los estudiantes que ingresaran en las universidades de Oxford y Cambridge la pertenencia a la Iglesia de Inglaterra y la capacidad de afrontar gastos considerables. Como la Universidad de Londres fue la primera en Inglaterra en admitir a todos, independientemente de la raza, credo o creencia política, era en gran parte consistente con la visión de Bentham. Existe alguna evidencia de que, desde el margen, desempeñó un "papel más que pasivo" en las discusiones de planificación de la nueva institución, aunque también es evidente que "su interés fue mayor que su influencia". Fracasó en sus esfuerzos por ver a su discípulo John Bowring nombrado profesor de Inglés o Historia, pero supervisó el nombramiento de otro alumno, John Austin, como primer profesor de Jurisprudencia en 1829.
Las asociaciones más directas entre Bentham y la University College de Londres (la custodia de la universidad de su Auto-icono (ver arriba) y de la mayoría de sus documentos sobrevivientes) son posteriores a su muerte por algunos años: los documentos fueron donados en 1849, y el Auto-icono en 1850. Una gran pintura de Henry Tonks que cuelga en la Galería Flaxman de University College de Londres muestra a Bentham aprobando los planos de la nueva universidad, pero fue ejecutada en 1922 y la escena es completamente imaginaria. Desde 1959 (cuando se estableció por primera vez el Comité Bentham), la University College de Londres ha albergado el Proyecto Bentham, que está publicando progresivamente una edición definitiva de los escritos de Bentham.
University College de Londres ahora se esfuerza por reconocer la influencia de Bentham en su fundación, evitando cualquier sugerencia de participación directa, describiéndolo como su "fundador espiritual".

## Obras
Bentham era un escritor y revisor obsesivo, pero era constitucionalmente incapaz, excepto en raras ocasiones, de completar y publicar su trabajo. La mayor parte de lo que apareció impreso durante su vida fue preparado para su publicación por otros. Varias de sus obras aparecieron por primera vez traducidas al francés, preparadas para la prensa por Étienne Dumont, por ejemplo,Theory of Legislation, volumen 2 (Principles of the Penal Code) 1840, Weeks, Jordan, & Company, Bostón. Algunos hicieron su primera aparición en inglés en la década de 1820 como resultado de la retrotraducción de la colección (y redacción) de Dumont de 1802 de los escritos de Bentham sobre legislación civil y penal.

### En inglés
- 1776. A fragment on government.
  - Esta fue una crítica despiadada de algunos pasajes introductorios relacionados con la teoría política en los Comentarios sobre las leyes de Inglaterra de William Blackstone. El libro, publicado de forma anónima, fue bien recibido y reconocido por algunas de las mentes más brillantes de la época. Bentham no estuvo de acuerdo con la defensa de Blackstone de la ley creada por un juez, su defensa de las ficciones legales, su formulación teológica de la doctrina del gobierno mixto, su apelación a un contrato social y su uso del vocabulario de la ley natural. El "Fragmento" de Bentham fue solo una pequeña parte de un Comentario sobre los Comentarios, que permaneció inédito hasta el siglo XX.
- 1776. Short Review of the Declaration – vía Wikisource.
  - Un ataque a la Declaración de Independencia de los Estados Unidos.
- 1779. An Introduction to the Principles of Morals and Legislation. Londres: T. Payne and Sons.[79]
- 1785 (publ. 1978). "Offences Against One's Self," editado por L. Crompton. Journal of Homosexuality 3(4)389–405. Continued in vol. 4(1). doi 10.1300/J082v03n04_07. ISSN 0091-8369. PubMed.[80]
- 1787. Panopticon or the Inspection-House – vía Wikisource.
- 1787. Defence of Usury.[81]
  - Una serie de trece "Cartas" dirigidas a Adam Smith.
- 1791. "Essay on Political Tactics" (1st ed.). Londres: T. Payne.[82]
- 1796. Anarchical Fallacies; Being an examination of the Declaration of Rights issued during the French Revolution.[83]
  - Ataque a la Declaración de los Derechos del Hombre decretada por la Revolución Francesa, y crítica a la filosofía de los derechos naturales que la sustenta.[84]
- 1802. Traités de législation civile et pénale, 3 vols, editado por Étienne Dumont.
- 1811. Punishments and Rewards.
- 1812. Panopticon versus New South Wales: or, the Panopticon Penitentiary System, Compared. Incluye:
  1. Two Letters to Lord Pelham, Secretary of State, Comparing the two Systems on the Ground of Expediency.
  2. Plea for the Constitution: Representing the Illegalities involved in the Penal Colonization System (1803, first publ. 1812)
- 1816. Defence of Usury; shewing the impolicy of the present legal restraints on the terms of pecuniary bargains in a letters to a friend to which is added a letter to Adam Smith, Esq. LL.D. on the discouragement opposed by the above restraints to the progress of inventive industry (3rd ed.). Londres: Payne & Foss.
  - Bentham escribió una serie de trece "Cartas" dirigidas a Adam Smith, publicadas en 1787 como Defensa de la usura. El principal argumento de Bentham contra la restricción es que los "proyectores" generan externalidades positivas. G. K. Chesterton identificó el ensayo de Bentham sobre la usura como el comienzo mismo del "mundo moderno". Los argumentos de Bentham fueron muy influyentes. Los "escritores de eminencia" se movilizaron para abolir la restricción, y la derogación se logró por etapas y se logró por completo en Inglaterra en 1854. Hay poca evidencia sobre la reacción de Smith. No revisó los pasajes ofensivos de La riqueza de las naciones (1776), pero Smith hizo pocas o ninguna revisión sustancial después de la tercera edición de 1784.
- 1817. A Table of the Springs of Action. Londres: sold by R. Hunter.
- 1817. "Swear Not At All"
- 1817. Plan of Parliamentary Reform, in the form of Catechism with Reasons for Each Article, with An Introduction shewing the Necessity and the Inadequacy of Moderate Reform. Londres: R. Hunter.
- 1818. Church-of-Englandism and its Catechism Examined. Londres: Effingham Wilson.[85]
- 1821. The Elements of the Art of Packing, as applied to special juries particularly in cases of libel law. Londres: Effingham Wilson.
- 1821. On the Liberty of the Press, and Public Discussion. Londres: Hone.
- 1822. The Influence of Natural Religion upon the Temporal Happiness of Mankind, written with George Grote
  - Publicado bajo el seudónimo de Philip Beauchamp.
- 1823. Not Paul But Jesus
  - Publicado bajo el seudónimo de Gamaliel Smith.
- 1824. The Book of Fallacies from Unfinished Papers of Jeremy Bentham (1st ed.). Londres: John and H. L. Hunt.
- 1825. A Treatise on Judicial Evidence Extracted from the Manuscripts of Jeremy Bentham, Esq (1st ed.), editado por M. Dumont. Londres: Baldwin, Cradock, & Joy.
- 1827. Rationale of Judicial Evidence, specially applied to English Practice, Extracted from the Manuscripts of Jeremy Bentham, Esq. I (1st ed.). Londres: Hunt & Clarke.
- 1830. Emancipate Your Colonies! Addressed to the National Convention of France A° 1793, shewing the uselessness and mischievousness of distant dependencies to a European state. Londres: Robert Heward – vía Wikisource.
- 1834. Deontology or, The science of morality 1, editado por J. Bowring. Londres: Longman, Rees, Orme, Brown, Green and Longman.

### En español
Listado parcialmente extraído de Vázquez García, Francisco, & José Luis Tasset Carmona, eds. Jeremy Bentham: De los delitos contra uno mismo. Madrid: Biblioteca Nueva, 2002.
- Consejos que dirige a las Cortes y al pueblo español Jeremías Bentham, ed. de José Joaquín de Mora, Madrid, 1820.
- Tratados de Legislación civil y penal, ed. de E. Dumont, trad. de Ramón de Salas, 5 vols., Imprenta de Fermín Villalpando, Madrid, 1821-1822; reed. de Joaquín Escriche, Madrid, 1823; reed. 8 vols., Burdeos, 1829; reed., Madrid, 1838; reed. preparada por Magdalena Rodríguez Gil, Madrid, Editora Nacional, 1981.
- Principios de la ciencia social o de las ciencias morales y políticas, ed. de Toribio Núñez, 2 vols., Imprenta de Bernardo Martín, Salamanca, 1821; reed. como La ciencia social según los principios de Jeremías Bentham. Madrid: [s.n.], 1835 (Impr. Real).
- Cartas de Jeremías Bentham al señor conde de Toreno sobre el proyecto de código penal presentado a las Cortes, Imprenta de Diego García Campoy, Madrid, 1821.
- Tratado de las pruebas judiciales, ed. de E. Dumont, trad. de Diego Bravo Destonet, París, 1823; reed. Madrid, 1847; nueva ed. de José Gómez Castro, Imprenta de T. Jordán, Madrid, 1835; nueva trad. de Manuel Ossorio Florit, Buenos Aires, Ediciones Jurídicas Europa-América, 1971.
- Propuesta de código dirigida por Jeremías Bentham a todas las naciones que profesan ideas liberales, (en español) Londres, 1827.
- Principios de legislación y codificación, ed. de Francisco Ferrer y Valls, 2 vols., Madrid, 1834.
- Aplicación de la panóptica de Jeremías Bentham a las cárceles y casas de corrección de España. Madrid: T. Jordan, 1834.
- Deontología o ciencia de la moral, 2 vols., Librería de Hallen y sobrinos, Valencia, 1835; reed. París, 1839.
- Colección de obras del célebre Jeremías Bentham, ed. de E. Dumont, trad. de Baltasar Anduaga y Espinosa, 14 vols., 1841-1843.
- Escritos económicos, trad. de Francisco J. Pimentel, México, FCE, 1965, reed. 1978 (es una selección de la ed. inglesa de W. Stark).
- Cartas autógrafas de y para José Cecilio del Valle: correspondencia con Jeremías Bentham, Alexander Von Humboldt, Abate de Pradt, Conde de Pecchio, Álvaro Flores Estrada, Andrés del Río, Vicente Rocafuerte, Manuel de Mier y Terán, Mariano La Gasc...Prólogo de César Sepúlveda México: Porrúa, 1978.
- Cartas españolas de Jeremías Bentham, ed. de Pedro Schwartz y Carlos Rodríguez Braun, Moneda y Crédito, n.º 165 (1983).
- El panóptico. El ojo del poder, Michel Foucault; Bentham en España, María Jesús Miranda Madrid: La Piqueta, 1989.
- En defensa de la usura, Madrid: Ediciones sequitur, 2009.
- Fragmento Sobre El Gobierno, Traducción De Julián Larios Ramos. Madrid, Sarpe, 1985. Col. Los Grandes Pensadores, 72. Es La Edición Anteriormente Publicada Por Aguilar.
- Falacias políticas. Estudio preliminar, Benigno Pendas; traducción, Javier Ballarin. Madrid: Centro de Estudios Constitucionales, 1990.
- Tácticas parlamentarias. [Madrid]: Congreso de los Diputados, Servicio de Publicaciones, D.L. 1991.
- Antología. Edición de Josep M. COLOMER. Traducciones de Gonzalo Hernández Ortega y Montserrat Vancells. Barcelona, Península, 1991.
- “Extracto de ‘Libraos de Ultramaria’.” Introducción, selección y transcripción de los manuscritos por Philip Schofield, traducción de Oliva Pinillos. Télos. Revista Iberoamericana de Estudios Utilitaristas, vol. I, n.º 3 (octubre de 1992), pp. 11-43.
- Nomografía o El arte de redactar leyes. Edición y estudio preliminar de Virgilio Zapatero; traducción de Cristina Pabón. Madrid: Boletín Oficial del Estado: Centro de Estudios Políticos y Constitucionales, 2000.
- De los delitos contra uno mismo (Ensayo sobre la Pederastia). Editado por Francisco Vázquez García y José Luis Tasset Carmona, Clásicos del pensamiento. Madrid: Biblioteca Nueva, 2002.
- Teoría de las ficciones, Politopías; 5. Madrid: Marcial Pons, 2005.
- Un fragmento sobre el gobierno. Una traducción más ajustada al texto original que la de 1972 a cargo de Enrique Bocardo Crespo. Editorial Tecnos (Colección Clásicos del Pensamiento, N.º 102): Madrid: 1.ª edición 2003, 2.ª edición 2010.
- Tratado de las pruebas judiciales: sacado de los manuscritos de Jeremías Bentham, jurisconsulto inglés. 2 vols. Santa Fe de Bogotá: Ediciones Nueva Jurídica, 2000.
- Tratado de las pruebas judiciales, Biblioteca Comares de ciencia jurídica. Granada: Comares, 2001.
- Obras selectas de Jeremías Bentham. Tomo I, Tratado de las pruebas judiciales; Tratado de los sofismas políticos. Buenos Aires: RODAMILLANS, 2005.
- Obras selectas de Jeremías Bentham. Tomo II, Teoría de las penas; Teoría de las recompensas; Táctica de las asambleas legislativas. Buenos Aires: RODAMILLANS, 2003.
- Obras selectas de Jeremías Bentham. Tomo III, Tratados de legislación civil y penal. Buenos Aires: RODAMILLANS, 2005.
- Obras selectas de Jeremías Bentham. Tomo IV, Principios de legislación; Panóptico. Buenos Aires: RODAMILLANS, 2005.
- Homoerotismo: tres ensayos inéditos (Tasset, José L. & Vázquez, Francisco: Introducción, edición crítica y epílogo de Jeremy Bentham: Of sexual irregularities, and other writings on sexual morality, Schofield, P., Pease-Watkin, C., & Quinn, M. (eds.): Oxford: Clarendon Press); Pamplona, Laetoli, 2021. ISBN: 978-84-121856-5-2 // IBIC: HPCD1, JFSK

### En catalán
- El panòptic. Traducció d'Eduard Mira; edició i pròleg a cura de Josep Ramoneda Barcelona: Edicions 62, 1985.

## Familia
Su sobrino, George Bentham, fue un botánico de renombre.

## Lectura adicional
- «Benthamism». Catholic Encyclopedia (en inglés). Nueva York: Robert Appleton Company. 1913. OCLC 1017058.
- Chisholm, Hugh, ed. (1910-1911). «Encyclopædia Britannica». Encyclopædia Britannica. A Dictionary of Arts, Sciences, Literature, and General information (en inglés) 3 (11.ª edición). Encyclopædia Britannica, Inc.; actualmente en dominio público.
- Macdonell, John (1885). «Bentham, Jeremy».  En Leslie Stephen, ed. Dictionary of National Biography (en inglés) 4. Londres: Smith, Elder & Co. OCLC 2763972.
- Jeremy Bentham, "Critique of the Doctrine of Inalienable, Natural Rights", in  Anarchical Fallacies, vol. 2 of Bowring (ed.), Works, 1843.
- Jeremy Bentham, "Offences Against One's Self: Paederasty", c. 1785, free audiobook from LibriVox.